# Božo Janković
Božo Janković (22. května 1951, Sarajevo - 1. října 1993, Kotor) byl jugoslávský fotbalista bosenského původu, útočník. V sezóně 1970/1971 byl nejlepším střelcem jugoslávské ligy.

## Fotbalová kariéra
V jugoslávské lize hrál za FK Željezničar Sarajevo, nastoupil ve 251 ligových utkáních a dal 110 gólů. S týmem získal v roce 1972 mistrovský titul. Dále hrál v Premier League za Middlesbrough FC, nastoupil v 50 ligových utkáních a dal 16 gólů a v Ligue 1 za FC Metz, nastoupil v 19 utkáních a dal 3 góly. V Poháru mistrů evropských zemí nastoupil ve 2 utkáních, v Poháru UEFA nastoupil v 6 utkáních a dal 3 góly a ve Veletržním poháru nastoupil ve 2 utkáních. Za reprezentaci Jugoslávie nastoupil v roce 1972 ve 2 utkáních.

## Ligová bilance
| Ročník                          | Zápasy | Góly | Klub                    |
| ------------------------------- | ------ | ---- | ----------------------- |
| Jugoslávská Prva liga 1968/1969 | 5      | 1    | FK Željezničar Sarajevo |
| Jugoslávská Prva liga 1969/1970 | 11     | 3    | FK Željezničar Sarajevo |
| Jugoslávská Prva liga 1970/1971 | 33     | 20   | FK Željezničar Sarajevo |
| Jugoslávská Prva liga 1971/1972 | 33     | 13   | FK Željezničar Sarajevo |
| Jugoslávská Prva liga 1972/1973 | 24     | 9    | FK Željezničar Sarajevo |
| Jugoslávská Prva liga 1973/1974 | 17     | 3    | FK Željezničar Sarajevo |
| Jugoslávská Prva liga 1974/1975 | 31     | 12   | FK Željezničar Sarajevo |
| Jugoslávská Prva liga 1975/1976 | 29     | 7    | FK Željezničar Sarajevo |
| Jugoslávská Prva liga 1976/1977 | 29     | 4    | FK Željezničar Sarajevo |
| Jugoslávská Prva liga 1977/1978 | 3      | 0    | FK Željezničar Sarajevo |
| Jugoslávská Prva liga 1978/1979 | 15     | 7    | FK Željezničar Sarajevo |
| Premier League 1978/1979        | 8      | 1    | Middlesbrough FC        |
| Premier League 1979/1980        | 19     | 3    | Middlesbrough FC        |
| Premier League 1980/1981        | 23     | 12   | Middlesbrough FC        |
| Ligue 1 1981/1982               | 19     | 3    | FC Metz                 |
| Jugoslávská Prva liga 1982/1983 | 9      | 1    | FK Željezničar Sarajevo |
| CELKEM 1. jugoslávská liga      | 265    | 97   |                         |
| CELKEM Premier League           | 50     | 16   |                         |
| CELKEM Ligue 1                  | 190    | 3    |                         |